# Lentement mais sûrement
Albums de Fabe
Befa surprend ses frères
(1994) Le fond et la forme
(1996)
Lentement mais sûrement est l'unique EP du rappeur français Fabe.

## Liste des titres
1. Bienvenue à Paris
2. Rien ne change à part les saisons feat. Dany Dan
3. Lentement 95 (Lève la main)
4. Chacun pour soi et Dieu pour tous feat. Koma
5. Ça fait partie de mon passé (Remix du Cervo)
6. Dans la place
7. Passe-moi le mic feat. Sléo, Koma, LSO & Bo Prophet